# Smartwatch

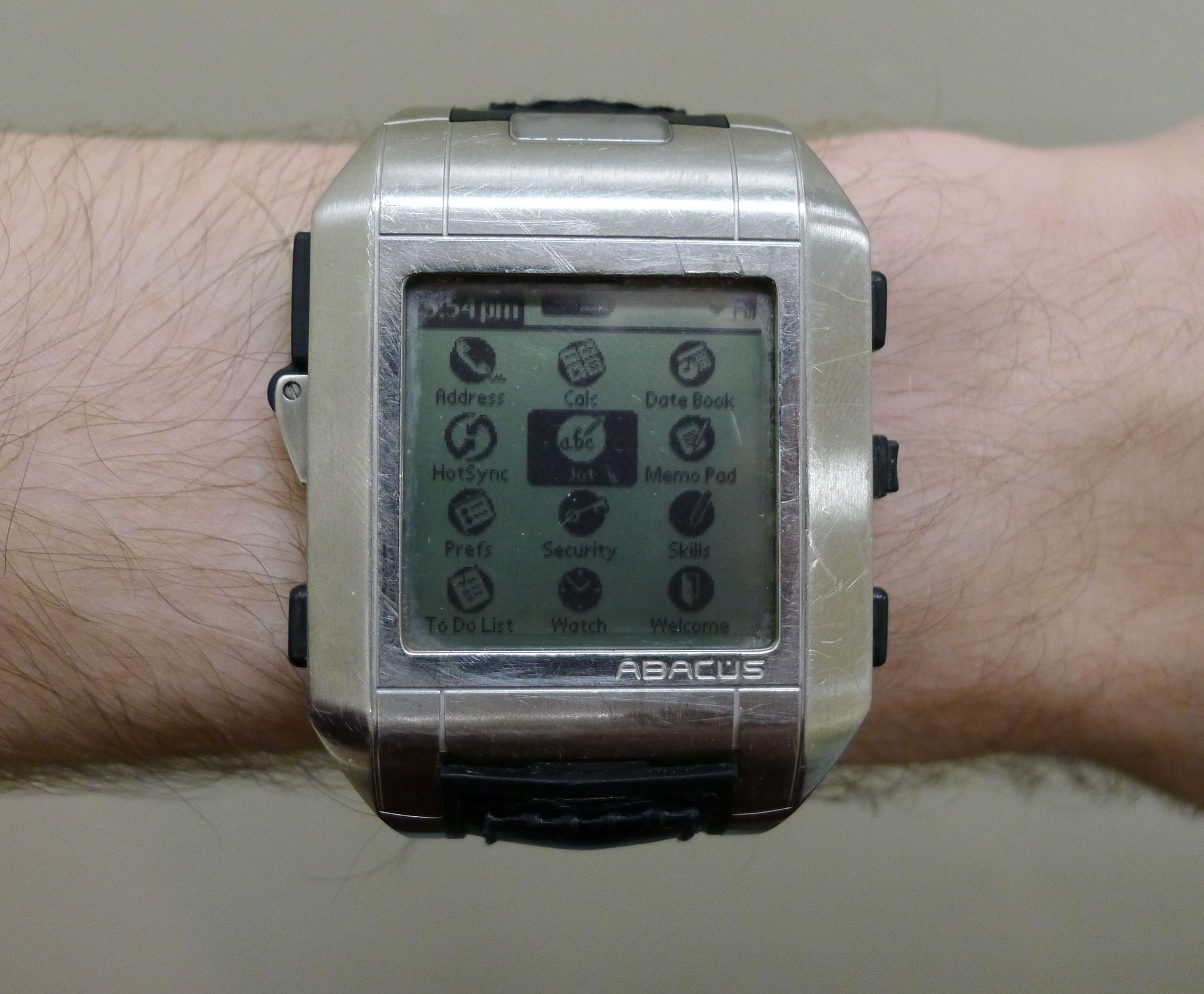
Une montre intelligente de marque Fossil, fonctionnant sous Palm OS.

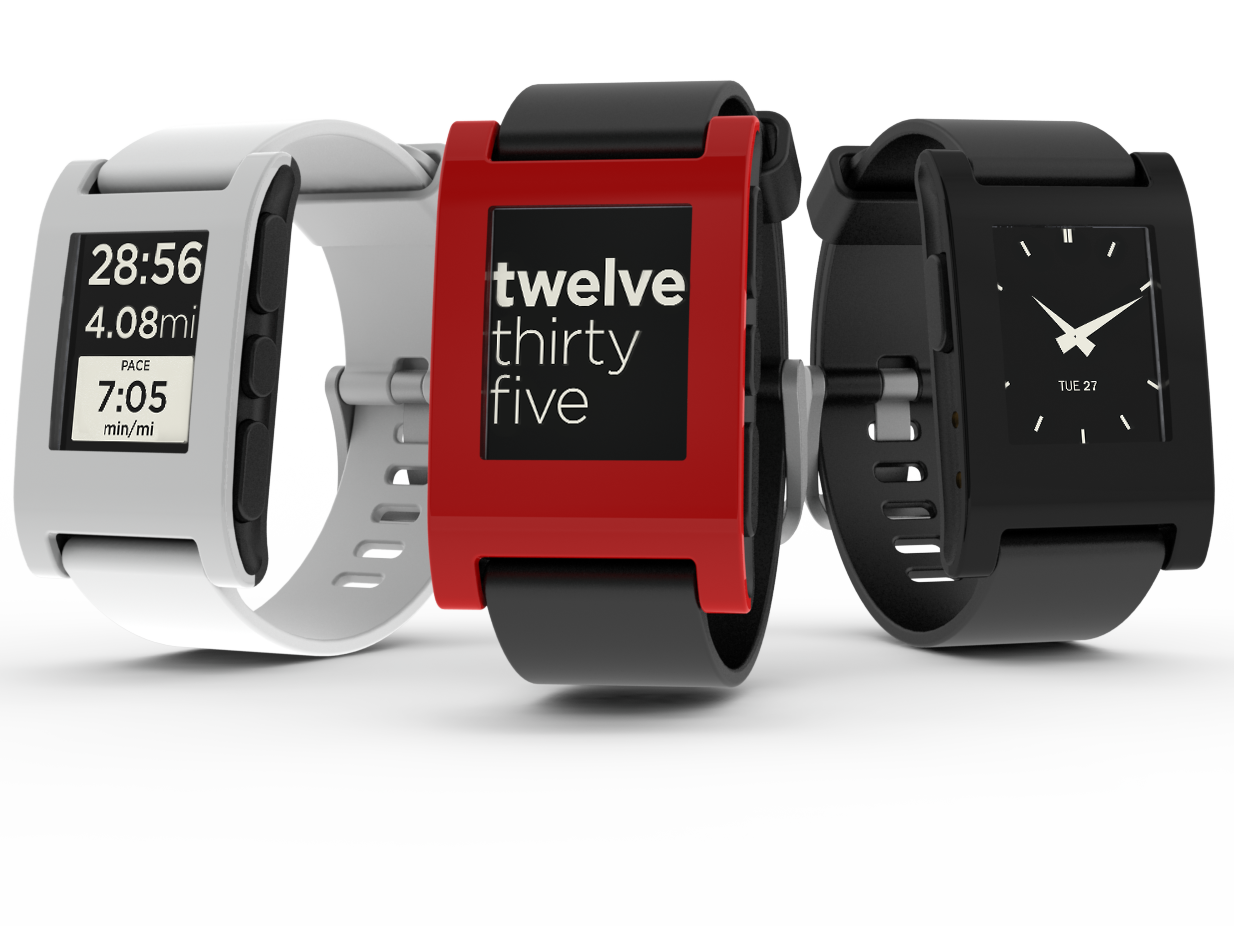
Les Pebble font partie des montres intelligentes ayant une autonomie de plusieurs jours.

Une smartwatch ou montre intelligente est une montre bracelet informatisée avec des fonctionnalités allant au-delà du simple affichage de l'heure et du chronométrage, présentant des caractéristiques comparables à celles d'un PDA. Il faut les considérer comme des ordinateurs de poignet. On utilise aussi le terme de montre connectée pour les montres disposant de connectivité sans-fil avec des technologies telles que le Bluetooth et le Wi-Fi.
Alors que les premiers modèles, apparus dans les années 1980, étaient capables d'effectuer des tâches de base comme les calculs, l'organisateur d'événements puis les traductions ou les jeux, les smartwatches modernes sont devenues des ordinateurs à part entière. Certaines montres intelligentes peuvent exécuter des applications mobiles, fonctionnent sur un système d'exploitation mobile, ou encore proposent des fonctions de téléphonie mobile. Parmi les autres applications courantes, on trouve l’affichage de la météo, de SMS, d’appel téléphonique, la lecture de fichiers numériques (audio ou vidéo), la réception radio FM, la connectivité Bluetooth, ou encore la mesure de l'activité physique du porteur (fréquence cardiaque et respiratoire, podomètre, calories).
La montre intelligente n'est plus seulement un écran déporté du smartphone et arrive à maturité (hormis l'autonomie, qui est à améliorer) et s'intègre dans la chaîne des produits informatiques grand public. Il faut la distinguer du bracelet intelligent qui est uniquement un moniteur d'activité physique.

## Historique
Les premières montres intelligentes apparaissent à partir de 1982. On peut distinguer ces premières non connectées (du moins avec connexion pouvant se faire par câble filaire), puis les montres connectées avec l'arrivée des technologies Bluetooth et Wi-Fi. Les montres de sport équipées de GPS peuvent relever de la catégorie des montres intelligentes.
À partir de 2013, les leaders du marché du smartphone se lancent sur le marché de la montre connectée et en font le prolongement de leurs smartphones : Samsung en septembre 2013, Apple en avril 2015.
En 2014, tandis que la variété de ces produits sur le marché n'a jamais été aussi grande, selon une étude du bureau d'analyse Jackdaw : « le public ne s'intéresse pas aux montres connectées. Deux raisons à cela : les fonctionnalités proposées ne sont pas assez utiles et les appareils ne relèvent pas tous les défis technologiques qu'ils suscitent. »
L'horlogerie suisse lance aussi ses smartwatches.
En 2018, l'industrie chinoise est pionnière en rendant les montres intelligentes totalement autonomes avec une connectivité WiFi et cellulaire, faisant d'elles de véritables « smartphones de poignet ».

## Modèles commercialisés

### Les montres intelligentes non connectées
- 1982, Pulsar (en) NL C01 de Seiko[5]
- 1983, Casio Databank (en)
- 1983, Seiko Data-2000
- 1984, Seiko UC-2000[5]
- 1984, Seiko RC-1000[5]
- 1985, Seiko UC-3000[5]
- 1985, Seiko RC-4000 ; 2 KB de mémoire vive[5]
- 1994, Timex Datalink
- 1998, Seiko Ruputer (en), programmable avec le langage C[5]
- 1998, WatchPad par IBM et Citizen, sous Linux[5]
- 2003-2005, Fossil Wrist PDA (en), Palm OS
- 2011, iPod nano 6e génération, iOS[6]
- 2011, Motorola MotoACTV (en), Android ; données de fitness[6]

### Les montres intelligentes avec GPS, ou montres de sport
- Les montres Suunto
- 2003, Garmin Forerunner (en)
- 2012, Nike+ FuelBand (en) et Nike+ SportWatch GPS[6]
- Les montres Géonaute (marque de Decathlon (entreprise))
- La montre TomTom

### Les smartwatches connectées, ouwatchphones
- 1990, Seiko Receptor, première montre permettant de recevoir des messages texte à la manière d'un pager[5]
- 1998, Samsung SPH-WP10[5]
- 2004-2008, Microsoft SPOT (en) : technologie Microsoft permettant aux montres de recevoir des données par modulation de fréquence avec un abonnement annuel de 59 dollars[6]
- 2009, Hyundai MB 910 (en)
- 2009, Samsung S9110[6]
- 2009, LG GD910 (en)
- 2010, sWaP Classic (en)
- 2010, Fashion S9110 (en)
- 2010, Sony Ericsson LiveView (en)[6]
- 2010, Allerta InPulse[6]
- 2011, WIMM Labs WIMM One (en) : peut se connecter en Bluetooth avec un téléphone sous Android, BlackBerryOS et iOS[6]
- 2012, I'm Watch (es), Android, peut se connecter en Bluetooth avec un téléphone
- 2012, Z1 Android Watch-Phone (en)
- 2012, MetaWatch (en), peut se connecter en Bluetooth avec un téléphone sous Android et iOS
- 2012, Pebble E-Paper Watch, Peeble OS[6]. Une semaine d'autonomie, contre une journée pour la concurrence[7]. Peut se connecter en Bluetooth avec un téléphone sous Android et iOS. Le projet Kickstarter[8] qui est à l'origine de la Pebble a récolté plus de dix millions de dollars de fonds, devenant ainsi la campagne Kickstarter la plus financée depuis 2009, date de la création de cette plateforme de crowdfunding[9]
- 2012, Sony SmartWatch, Android, peut se connecter en Bluetooth avec un téléphone sous Android[6]
- 2012, Cuckoo de ConnecteDevice, peut se connecter en Bluetooth avec un téléphone[6]
- 2013, SimValley PW-315.Touch, système d'exploitation constructeur, permet d'insérer une carte téléphonique et d'appeler indépendamment d'un téléphone bluetooth
- 2013, Samsung Galaxy Gear, Android[6]
- 2013, SimValley AW-414.Go, système Android 4.2, fonctionne indépendamment d'un téléphone intelligent avec une carte téléphonique
- 2013, Qualcomm Toq (en), la montre avec un écran Mirasol, sous QCOM OS
- 2013, Sony SmartWatch 2 sous MicroC/OS-II

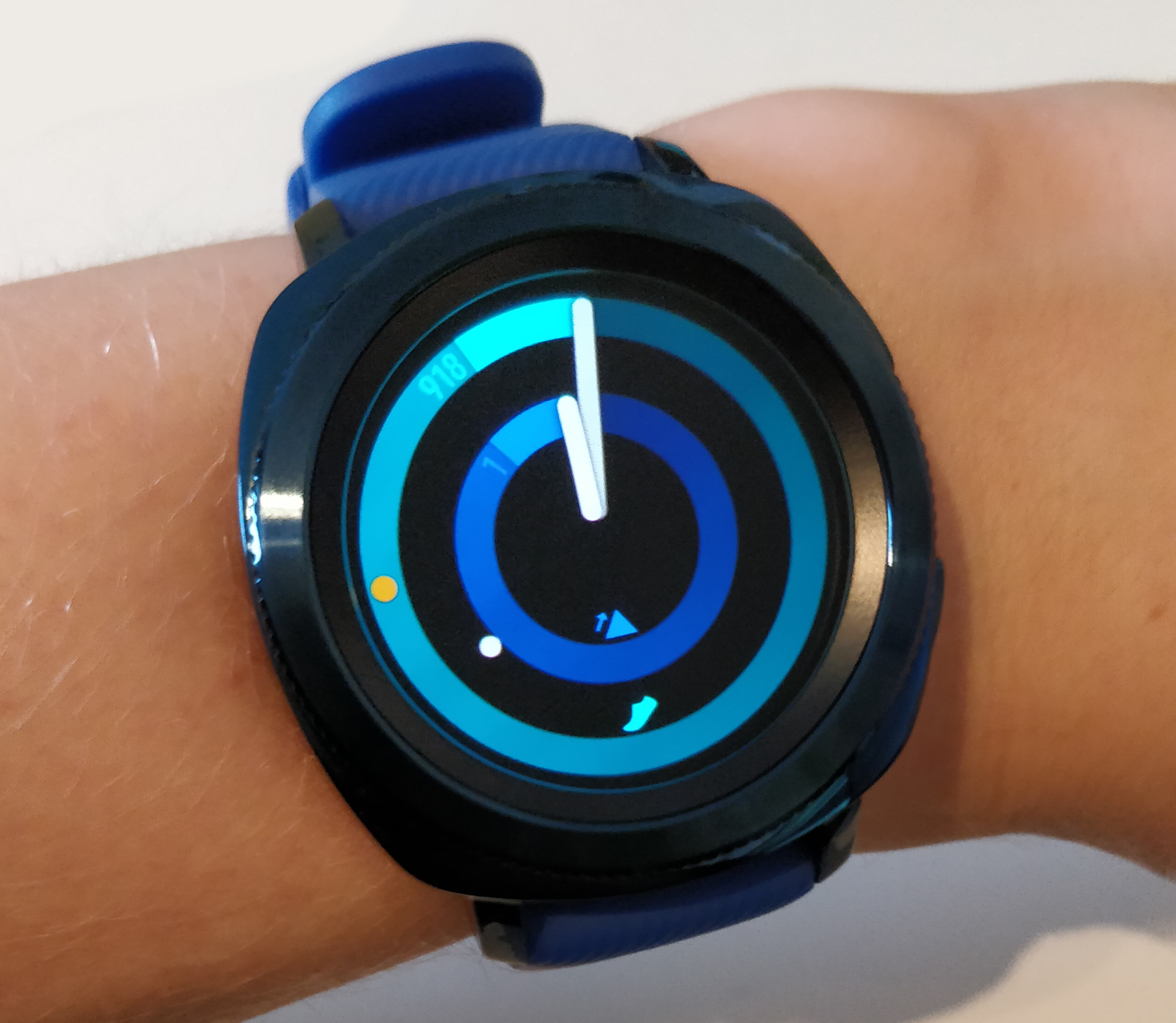
Samsung Gear Sport

- 2014, Samsung Gear 2 (sous Tizen - n'existe pas en France), Samsung Gear 2 Lite, Neo ou Light (sous Tizen) et Samsung Gear Fit (système d'exploitation constructeur), nouvelles versions et déclinaisons de la Samsung Galaxy Gear sortie en 2013

- 2014, Omate TrueSmart (en), sous Android (issue d'un projet Kickstarter[10])
- 2014, LG G Watch (en), sous Android Wear

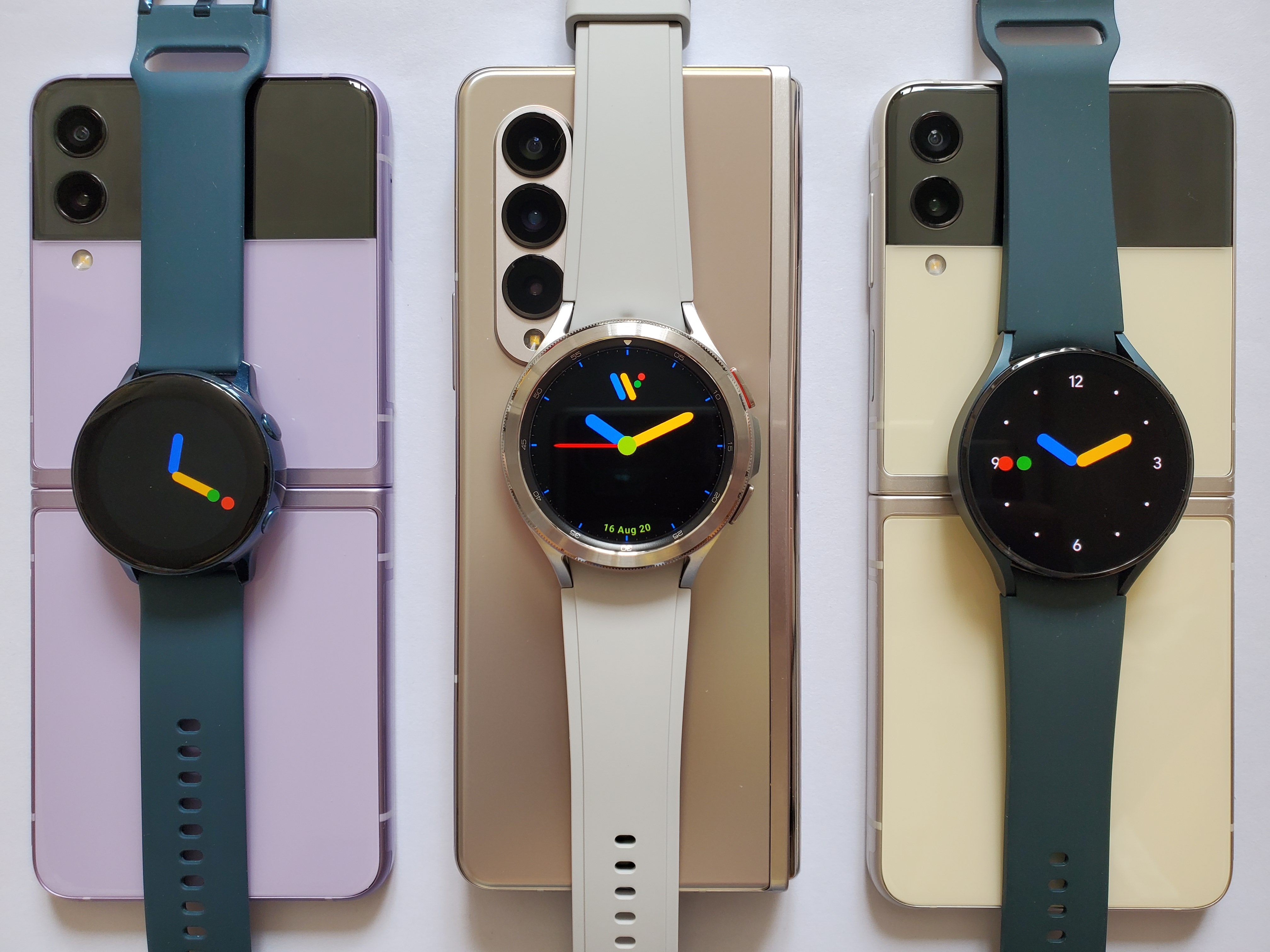
Samsung Galaxy Watch

- 2014, Moto 360 (en) de Motorola, sous Android Wear[6]
- 2014, LG G Watch R (en), sous Android Wear[6]
- 2014, Samsung Gear S, sous Tizen
- 2014, Asus ZenWatch (en), sous Android Wear[6]
- 2014, Neptune Pine (en), sous Android (issue d'un projet Kickstarter[11])
- 2014, Pebble Steel
- 2014, Exetch XS3
- 2014, Acer Liquid Leap
- 2014, Samsung Gear Live (en) sous Android Wear2015, 24 avril, Apple Watch[6] sous Watch OS
- 2015, Apple Watch sous Watch OS
- 2015, Samsung Gear S2, sous Tizen
- 2015, Huawei Watch
- 2015, Nevo de NevoWatch[12]
- 2015, Intel Smartwatch, à la suite du rachat de Basis, une compagnie spécialisée en 2014[13] retiré du marché en 2016, parce-qu’elle provoquait des brûlures de la peau par surchauffe. Elle est basée sur un processeur d'architecture ARM, comme les autres montres intelligentes ; la conception générale de la montre est donc mise en avant pour cette surchauffe[14],[15].
- 2016, LG G Watch Urbane 4G, sous Android Wear[12]
- 2016, Pebble Time, (issue d'un projet Kickstarter)
- 2015, 24 avril, Apple Watch[6] sous Watch OS
- 2015, Huawei Watch
- 2015, Acer Liquid Leap+
- 2015, AI Technologies AI Watch, (issue d'un projet Indiegogo)
- 2015, Arrow
- 2015, Intel Basis Peak
- 2015, Momentum Labs Moment, (issue d'un projet Kickstarter)
- 2015, PHTL Hot SmartWatch, (issue d'un projet Kickstarter)
- 2015, Razer Nabu
- 2015, Ritot (issue d'un projet Indiegogo)
- 2015, Sony SmartWatch 3 sous Android Wear
- 2015, Veldt Serendipity
- 2015, WiME NanoSmart
- 2015, Exetch XS4
- 2015, LG G Watch R2 sous WebOS
- 2015, SHAMMANE (issue d'un projet Kickstarter)[16]
- 2021, PineTime (opensource, par Pine64)
- 2023, Apple Watch Ultra 2
- 2024, Apple Watch Series 10

## Évolutions
Les principales évolutions sont liées soit à la connectivité, soit aux capteurs embarqués.
En termes de connectivité, les montres ont d'abord intégré une connexion ANT+ avec les appareils de fitness, puis Bluetooth avec les smartphones, avant de chercher à s'émanciper en adoptant le Wi-Fi (limité à la bande des 2,4 GHz) puis la 3G et la 4G.
En termes de capteurs, la plupart des montres ont d'abord intégré, comme les bracelets intelligents, le GPS pour la géolocalisation, indispensable à certaines applications (météo, distance parcourue en jogging ou vélo, navigation assistée, etc) et des capteurs de mouvements (gyroscope, accéléromètre) indispensables aux économies d'énergie (extinction/réveil du cadran en fonction des mouvements du poignet) et au monitoring d'activité physique (podomètre, type d'activité physique, etc). D'autres capteurs sont destinés à des applications spécifiques comme le baromètre (météo et altimètre) et la NFC (paiements sans contact). Les capteurs plus récents se concentrent sur la santé : capteur infrarouge pour le pouls et le taux d'oxygène dans le sang, capteurs électriques pour les électrocardiogrammes (à une dérivation).
Les montres connectées peuvent disposer d'une e-sim, leur permettant de fonctionner sans connexion au smartphone.

## Micrologiciels spécifiques aux montres intelligentes

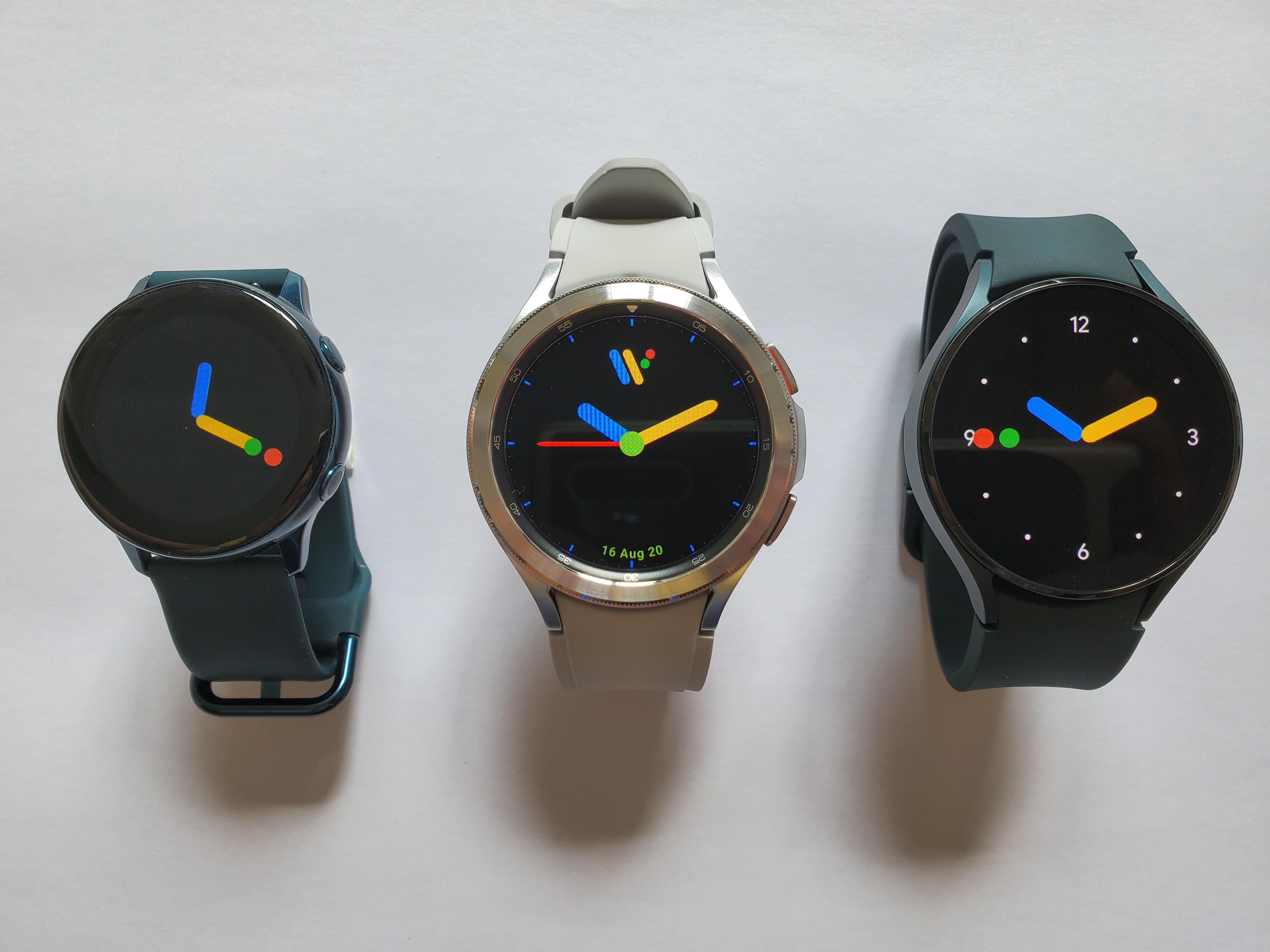
Une photographie de 3 types de montres intelligentes.

Les micrologiciels des montres connectées intègrent tous au minimum un système d'exploitation, et les montres les plus évoluées intègrent également un logiciel d'interface graphique, un logiciel de sécurité (indispensable pour les paiements et les données de santé) et un assistant vocal (particulièrement bien adapté aux écrans minuscules des montres intelligentes). La plupart des montres connectées permettent ainsi à leurs utilisateurs de dicter des messages texte, des courriels et de profiter de fonctions d'assistance grâce au micro de la montre.
Fin 2014, Google lance son système d'exploitation pour objets connectés, dérivé d'Android : Android Wear renommé Wear OS en 2018. Il intègre l'assistant personnel Google Now. Les entreprises horlogères, comme TAG Heuer, Michel Herbelin et Swatch, n'ont pas d'alternative puisqu'elles n'ont pas la capacité de développer leur propre OS. Mais les grands fabricants de smartphones ne sont guère convaincus et développent leur propre OS : Tizen pour Samsung (OS open source conçu à l'origine pour ses smartphones) et WatchOS pour Apple (dérivé d'iOS). Huawei suivra en 2019 avec son HarmonyOS. Néanmoins, peu de marques peuvent se permettre de créer un système d'exploitation entièrement autonome et non compatible avec Wear OS, tout comme pour les smartphones sous Android. Les utilisateurs veulent pouvoir bénéficier du plus grand nombre d'applications offertes par le marché.
L'écosystème Samsung repose sur Tizen, One UI (interface graphique), Knox (sécurité) et le Galaxy Store. Celui d'Apple repose sur WatchOS et l'Apple Store. Depuis 2021, grâce à un accord de coopération avec Google, Samsung a abandonné Tizen pour le remplacer par Wear OS, ce qui permet à ses montres d'accéder à la bibliothèque d'applications de Wear OS au lieu du Galaxy Store.

## Applications spécifiques aux montres intelligentes
Les applications se divisent en deux catégories : les cadrans et les applications proprement dites.
Les cadrans peuvent être interactifs avec l'utilisateur ou avec les applications installées sur la montre (météo, santé, activité physique...). Ce domaine suscite une multitude d'offres.
Les applications proprement dites se divisent également en deux catégories : les applications proposées par le développeur de l'OS et les applications proposées par des développeurs tiers. Les fabricants et Google proposent une gamme d'applications indispensables : téléphonie, SMS, contacts, courrier électronique, agenda, météo, horloge internationale, minuteur, chronomètre, calculatrice... Apple, Samsung et Google offrent chacun leur solution de paiement par communication en champ proche (CCP) et leur assistant vocal. Apple et Samsung ont développé chacun une application de santé évoluée tirant partie des capteurs de leurs montres et produisant des données jusque-là réservées aux appareils médicaux ou sportifs : tension, pouls, SpO2, ECG. Sous Tizen, Microsoft propose son application Outlook et Here son application de navigation Here Wego. Depuis 2018, les développeurs indépendants ont étoffé l'offre d'applications tierces.

## Critiques
Presse Non-Stop jugeait en 2014 que ces montres souffraient d'applications spécifiques non encore assez développées, d'autonomie électrique dérisoire (quelques heures, au lieu de quelques années pour les montres classiques), et de la nécessité de les utiliser avec un téléphone intelligent, dont elles ne sont en fait qu'un écran déporté, y compris pour les modèles haut de gamme.

En 2020 deux de ces reproches sont toujours d'actualité : l'autonomie électrique limitée à quelques jours et la nécessité de les associer à un smartphone de la même marque pour en exploiter pleinement les fonctionnalités. Mais la possibilité de les utiliser sans smartphone associé s'est largement développée grâce à la présence d'une connectivité WiFi et/ou 4G (via eSIM) et de capteurs GPS et NFC.
Obsolescence (informatique) logicielle : l'abandon du produit par son fabricant ou sa fermeture, fait courir le risque d'avoir un matériel dont les fonctions connectées deviennent inutilisables.

Note: certains projets menées par des hobbyistes (GadgetBridge, AsteroidOS) pourraient permettre de contourner une partie de ces embuches.

## Impact environnemental d'une montre
L'impact environnemental d'une montre connectée a été évaluée à 9.84 kg équivalent CO2 en se basant sur une analyse du cycle de vie,.
| Etape                      | %    | kg CO2é |
| -------------------------- | ---- | ------- |
| Assemblage et distribution | 57.7 | 5.68    |
| Matière première           | 37.7 | 3.71    |
| Approvisionnement          | 3.2  | 0.314   |
| Usage*                     | 1.2  | 0.119   |
| Mise en forme              | 0.2  | 0.02    |
| Total                      | 100  | 9.84    |

*Le calcul a été fait pour une durée d'utilisation de 5 ans.